# Горин, Александр Олегович
Александр Олегович Горин (укр. Олександр Олегович Горін; род. 11 ноября 1956, Сталино) — украинский дипломат. Чрезвычайный и Полномочный Посол Украины в Королевстве Нидерланды (2011—2017). Чрезвычайный и Полномочный Посол Украины в Республике Корея (2017—2020). Постоянный представитель Украины при Организации по запрещению химического оружия (2011—2017). Чрезвычайный и Полномочный Посол (2008). Кандидат исторических наук (1982), доцент (1989).

## Биография
В 1978 году окончил факультет международных отношений и международного права Киевского государственного университета имени Т. Г. Шевченко по специальности «международные отношения».
В 1981 году окончил аспирантуру и в 1982 году защитил диссертацию.
В 1981—1991 годах — ассистент, старший преподаватель, доцент кафедры истории международных отношений и внешней политики СССР Киевского государственного университета им. Т. Г. Шевченко.
В 1991—1993 годах — докторант Киевского государственного университета им. Т. Г. Шевченко.
С сентября 1993 по июнь 1997 года — первый секретарь, советник Постоянного представительства Украины при ООН.
С июля 1997 по май 1999 года — заместитель руководителя — заведующий отделом стран Европы, Северной Америки и Японии Управления внешней политики администрации президента Украины.
В мае—декабре 1999 года — заместитель руководителя Главного управления по вопросам внешнеэкономической политической деятельности Администрации Президента Украины.
С декабря 1999 по 1 октября 2002 года — советник-посланник Посольства Украины в Канаде.
С 1 октября 2002 по 29 мая 2006 года — Чрезвычайный и Полномочный Посол Украины в Республике Сингапур.
С 6 ноября 2003 по 29 мая 2006 года — Чрезвычайный и Полномочный Посол Украины в Брунее (по совместительству).
С октября 2006 по май 2007 года — посол по особым поручениям Первого территориального департамента МИД Украины.
В мае—ноябре 2007 года — посол по особым поручениям Третьего территориального департамента МИД Украины.
С ноября 2007 по апрель 2008 года — посол по особым поручениям по вопросам противодействия проявлениям расизма, ксенофобии и дискриминации.
С 17 апреля 2008 по 4 марта 2011 года — заместитель министра иностранных дел Украины.
С 4 марта 2011 по 17 марта 2017 года — Чрезвычайный и Полномочный Посол Украины в Королевстве Нидерланды, верительные грамоты королеве Нидерландов Беатрикс вручил 30 марта 2011 года.
С 12 мая 2011 по 17 марта 2017 года — Постоянный представитель Украины при Организации по запрещению химического оружия.
С 6 июня 2017 по 10 сентября 2020 года — Чрезвычайный и Полномочный Посол Украины в Республике Корея.

## Личная жизнь
Женат, имеет дочь и сына.

## Награды
- Офицер ордена Великого князя Литовского Гядиминаса (4 ноября 1998 года, Литва)[12].